# Varsó utca
A Varsó utca egy budapest utca a XIV. kerületben, Zuglóban. A Thököly út és a Gyarmat utca között húzódik. Hossza kb. 320 m, de az elején, a Thököly útnál, kis, névtelen tér fekszik. Szélessége kb. 25 m, az utcában futó közút azonban a Thököly út és a Pétervárad utca között keskenyebb.
Közelében található a szintén lengyel vonatkozású Limanova tér, és Báthory István szobra a Thököly úton.

## Története
Az utca a lengyel főváros, Varsó nevét viseli (lengyelül: Warszawa). 1948-ban kapta a nevét, a Rákosi-korszakot jellemző, reakció elleni harc jegyében az Újvidék utcát nevezték át erre.
Főképp bérházak találhatók benne, illetve a zuglói polgármesteri hivatal, melynek bejárata a Pétervárad utcából nyílik. 

## Közlekedése
Közösségi közlekedés a Varsó utcában nincs. BKV járatokkal azonban a Róna utca és a Thököly út-Tisza István tér felől egyszerűen megközelíthető. Az alábbi járatok közlekednek a közelében:
Autóbusz
- Nappali:  7, 8E, 108E, 110, 112, 133E
- Éjszakai:  907, 979

Az állomás akadálymentesített.
Trolibusz
- 82, 82A